# 제지소

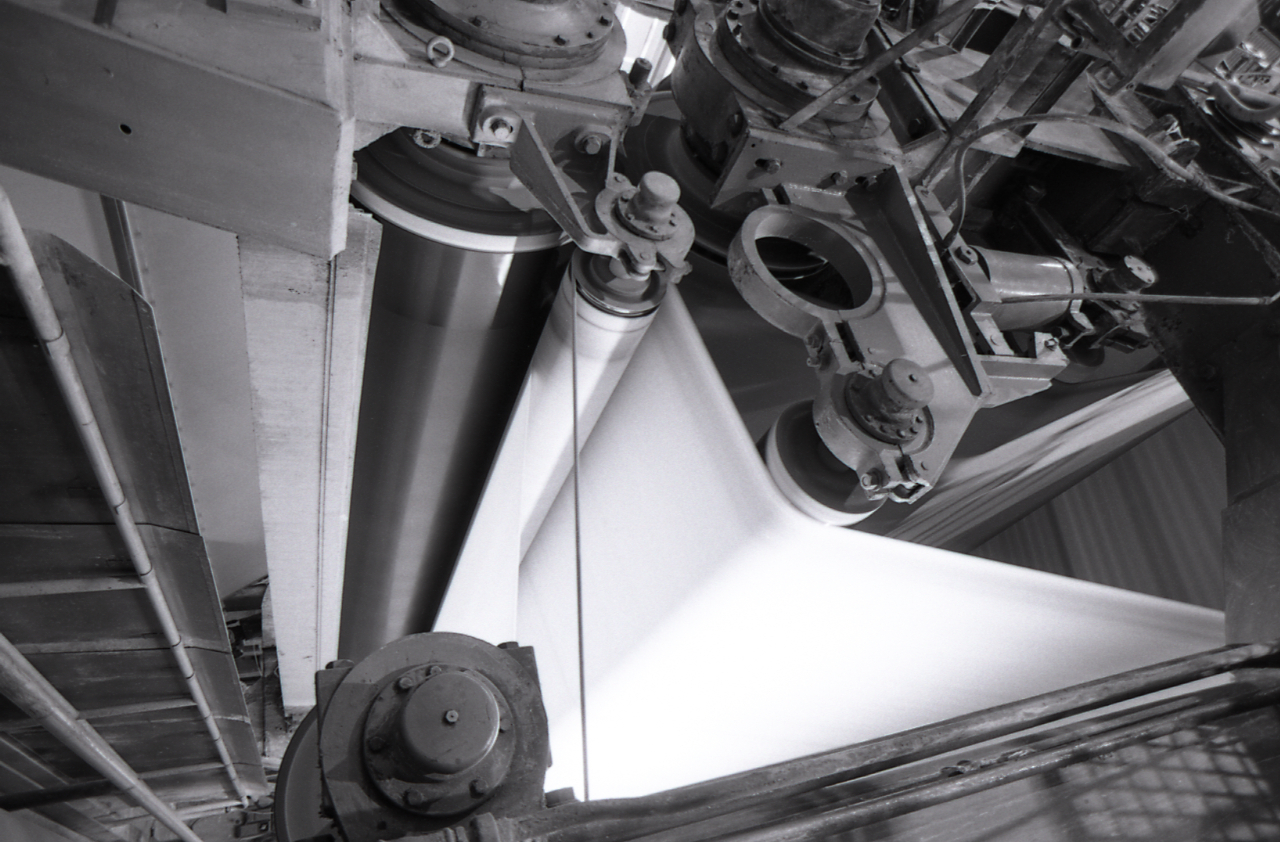

제지소(製紙所, paper mill)은 종이를 취급하는 제조소다. 주로 목재 펄프, 오래된 천 과 같은 식물성 섬유로 종이를 만든다.

## 같이 보기
- 제지술